# Vincent Magro
Vincent Magro (24 luglio 1952) è un ex calciatore maltese, di ruolo attaccante.

## Carriera

### Nazionale
Ha collezionato ventiquattro presenze con la propria Nazionale.